# Joseph Sabobo
 (août 2025).
Joseph Sabobo, né le 17 décembre 2005 à Lusaka en Zambie, est un footballeur international zambien. Il évolue au poste d'ailier gauche au FC Zurich.

## Biographie

### En club
Né à Lusaka en Zambie, Joseph Sabobo commence sa carrière dans son pays natal, formé par l'Atletico Lusaka, où il commence sa carrière. Il impressionne dans le championnat local par ses dribbles et sa vitesse et termine meilleur buteur de sa Ligue en 2021 avec 15 réalisations. 
Le 16 janvier 2024, Joseph Sabobo rejoint la Suisse pour s'engager en faveur du FC Zurich. Il signe un contrat courant jusqu'en juin 2028.
Il joue son premier match pour son nouveau club le 15 mai 2024, lors d'une rencontre de championnat face au Servette FC. Il entre en jeu et son équipe s'impose par deux buts à un.

### En sélection
Joseph Sabobo représente l'équipe de Zambie des moins de 20 ans et participe avec celle-ci à la Coupe d'Afrique des nations des moins de 20 ans en 2025. Lors de cette compétition organisée en Égypte, il prend part à quatre matchs, tous en tant que titulaire et capitaine, et marque un but contre la Tanzanie en phase de groupe, permettant à son équipe de s'imposer (1-0 score final). Avec un bilan de trois nuls et une victoire, la Zambie ne parvient pas à dépasser le premier tour du tournoi, terminant à la quatrième et avant-dernière place de son groupe.
Joseph Sabobo honore sa première sélection avec l'équipe nationale de Zambie face à la Côte d'Ivoire le 6 septembre 2024. Il entre en jeu à la place de Lameck Banda lors de cette rencontre perdue par son équipe sur le score de deux buts à zéro.